# Бурукан (Газімуро-Заводський район)
Бурука́н (рос. Бурукан) — село у складі Газімуро-Заводського району Забайкальського краю, Росія. Адміністративний центр Буруканського сільського поселення.

## Населення
Населення — 291 особа (2010; 345 у 2002).
Національний склад (станом на 2002 рік):
- росіяни — 98 %